# Les Landes-Genusson
 Les Landes-Genusson  es una población y comuna francesa, en la región de Países del Loira, departamento de Vendée, en el distrito de La Roche-sur-Yon y cantón de Mortagne-sur-Sèvre.

## Demografía
| 1570 | 1632 | 1792 | 1941 | 2004 | 1986 |
| Para los censos de 1962 a 1999 la población legal corresponde a la población sin duplicidades (Fuente: INSEE [Consultar]) |      |      |      |      |      |